# Плач (поезія трубадурів)
Плач (окс. planh або plaing) — різновид персональної сірвенти в поезії трубадурів, писався з нагоди смерті близької людини за зразком середньовічної траурної пісні planctus, зазвичай латинською мовою. Відрізнявся від planctus тим, що мав виключно світський характер. Французький лінгвіст Альфред Женруа підрозділив плачі в поезії трубадурів на три різних типи: присвячені покровителям, членам родини і друзям або дамі поета.

## Відомі твори
У плачі за провансальським сеньйором і трубадуром Блакацем, що був написаний трубадуром Сорделло в 1237 році, обігрується поширений середньовічний літературний мотив «з'їденого серця». Сорделло, перераховуючи імена європейських владик, які на його думку не мають належної доблесті, радить їм скуштувати серце благородного Блакаца і таким чином набратися сміливості. В «Плачі за Блакацем» Сорделло згадує найбільш злободенні політичні події, а серед монархів, яким пропонується серце сміливця, — Фрідріха II, Людовика IX, Генріха III, Фердинанда III та інших. Твір викликав широкий резонанс серед трубадурів. Трубадур Бертран д'Аламанон у своїй поетичній відповіді не погоджується з Сорделло: серце гідної людини не повинно дістатися боягузам, нехай краще його візьмуть прекрасні дами. А Пейре Бремон Ріс Новас йде далі і пропонує розділити не тільки серце, але і все тіло Блакаца. У Данте у ролі провідника його і Вергілія у «Чистилище», Сорделло представляє душі вельмож-«героїв» «Плачу за Блакацем». Ірландський поет В. Б. Єйтс у своєму вірші на смерть Чарлза Парнелла запозичує образ з «Плачу за Блакацем», пропонуючи серце знаменитого борця за гомрул ірландським політикам.

## Хронологічна таблиця плачів
| Трубадур, автор твору              | Назва                                                  | Дата      | Особа, яка оплакується                   |
| ---------------------------------- | ------------------------------------------------------ | --------- | ---------------------------------------- |
| Серкамон                           | Lo plaing comens iradamen                              | 1137      | Гійом X (герцог Аквитанії)               |
| Гіраут де Борнель                  | S'anc jorn aqui joi e solaz                            | 1173      | Раймбаут Оранський                       |
| Гійом де Бергедан                  | Cousiros chan e planh e plor                           | 1180      | Понс де Матаплана                        |
| Бертран де Борн ?                  | Si tuit li dol el plor el marrimen                     | 1183      | Генріх Молодий                           |
| Бертран де Борн                    | Mon chan fenisc el dol et ab maltraire                 | 1183      | Генріх Молодий                           |
| Фолькет Марсельський               | Si com cel qu'es tan greujat                           | 1192      | Барраль (віконт Марсельский)             |
| Гаусельм Файдіт                    | Fortz causa es que tot lo major dan                    | 1199      | Річард Левине Серце                      |
| Гіраут де Борнель                  | Planh e sospir e plor e chan                           | 1199      | Еймар V (віконт Ліможський)              |
| Понс де Капдуель                   | De totz caitius sui eu aicel que plus                  | ????      | Азалаіс, дружина Озиля де Меркьора       |
| Гійом Ож'єр Новелла                | Cascus plor e planh son damnatge                       | 1209      | Раймунд Роже (віконт Безьє)              |
| Ланфранк Чігала                    | Eu non chan ges pes talan de chantar                   | 1210-і    | Берленда                                 |
| Гіро де Калансон                   | Bels senher Deus, quo pot esser sofritz                | 1211      | Фердинанд, інфант Кастильський           |
| Гаваудан                           | Crezens fis verais et entiers                          | 1212      | Анонімна дама                            |
| Аймерік де Пегільян                | Ja no cugei quem pogues oblidar                        | 1212      | Еццо VI Есте і Боніфачо, граф Веронський |
| Аймерік де Пегільян                | S'eu chantei alegres ni jauzens                        | 1212      | Еццо VI Есте і Боніфачо, граф Веронський |
| Дауде де Прадас                    | Be deu esser solatz marritz                            | 1220—1230 | Юг Брюне                                 |
| Аймерік де Пегільян                | Ara par be que Valors se desfai                        | 1220      | Гільєльмо Маласпіна                      |
| Аймерік де Пегільян                | De tot en tot es ar de mi partitz                      | ????      | «добра графиня Biatritz»                 |
| Сорделло                           | Planher vol En Blacatz en aquest leugier so            | 1237      | Блакац                                   |
| Бертран д'Аламанон                 | Mout m'es greu d'En Sordel quar l'es faillitz sos sens | 1237      | Блакац                                   |
| Пейре Бремон Рікас Новас           | Pus partit an lo cor En Sordel e'n Bertrans            | 1237      | Блакац                                   |
| Аймерік де Беленуа                 | Ailas, per que viu lonjamen ni dura                    | 1242      | Нуньо Санчес                             |
| Аймерік де Пегільян ?              | Ab marrimen angoissos et ab plor                       | 1245      | Раймунд Беренгер IV (граф Провансу)      |
| Рігаут де Барбезьєу (приписується) | En chantan (ieu) plaing e sospir                       | 1245      | Раймунд Беренгер IV (граф Провансу)      |
| Боніфачіо Кальво                   | S'ieu ai perdut, no s'en podon jauzir                  | 1250—1265 | Анонімна дама                            |
| Бертран Карбонель                  | S'ieu anc nulh tems chantei alegramen                  | 1252—1265 | P. G. (можливо, Пейре Гійом Тулузький)   |
| Понс Сантоль                       | Marritz com hom malsabens ab frachura                  | 1260      | Guilhem de Montanhagol                   |
| Раймон Гаусельм                    | Cascus planh lo sieu damnatge                          | 1262      | Гіраут д'Аланан, городянин Безьє         |
| Анонім                             | Totas honors e tug fag benestan                        | 1266      | Манфред (король Сицилії)                 |
| Бартоломе Зорзі                    | Sil mons fondes a meravilha gran                       | 1268      | Конрадін і Фрідріх I (маркграф Бадена)   |
| Пауле де Марсела                   | Razos no nes que hom deja cantar                       | 1268      | Barral II dels Baus                      |
| Анонім                             | En chantan m'aven a retraire                           | 1269      | Gregorio de Montelungo                   |
| Гійом д'Отполь ?                   | Fortz tristors es e salvatj'a retraire                 | 1270      | Людовик IX (король Франції)              |
| Гіраут Рик'єр                      | Ples de tristor, marritz e doloiros                    | 1270      | Амальрік IV Нарбоннський                 |
| Хуан Естеве                        | Aissi quol malanans                                    | 1270      | Амальрік IV Нарбоннський                 |
| Mahieu de Quercy                   | Tan sui marritz que nom puesc alegrar                  | 1276      | Хайме I (король Арагона)                 |
| Сервері де Джирона                 | Si per tristor per dol ni per cossire                  | 1276      | Хайме I (король Арагона)                 |
| Сервері де Джирона                 | Joys ni solatz, pascors, abrils ni mais                | 1276      | Раймон де Кардона                        |
| Хуан Естеве                        | Planhen ploran ab desplazer                            | 1289      | Гійом де Лодева                          |
| Раймон Менюде                      | Ab grans dolors et ab grans merrimens                  | ????      | Daude de Bossaguas                       |
| Раймон де Корне                    | Aras quan vey de bos homes fraytura                    | 1324      | Еймон VII Альбре                         |
| Анонім                             | Glorios Dieus, don totz bens ha creysensa              | 1343      | Роберт (король Неаполя)                  |